# 라슈코 양조장
라슈코 양조장(슬로베니아어: Pivovarna Laško)은 슬로베니아의 양주장이다.